# Tagulahonungsfågel
Tagulahonungsfågel (Microptilotis vicina) är en fågel i familjen honungsfåglar inom ordningen tättingar.

## Utbredning och systematik
Arten förekommer enbart i låglänta områden på ön Tagula i ögruppen Louisiaderna öster om Nya Guinea.

### Släktestillhörighet
Arten placeras traditionellt i släktet Meliphaga. Genetiska studier visar dock att arterna inte är varandras närmaste släktingar. Numera lyfts därför merparten av arterna ut till det egna släktet Microptilotis, däribland tagulahonungsfågel.

## Status
IUCN placerar arten i hotkategorin livskraftig.